# Mausund
Mausund är ett fiskeläge och en tidigare tätort i Frøya kommun i Trøndelag fylke i mellersta Norge. Orten ligger vid fylkesväg 6468, i huvudsak på öarna Gårdsøya och Måøya, med anslutande bebyggelse på de närliggande öarna Aursøyan, som tillsammans utgör delar av en ögrupp i Norskehavet, norr om kommunens huvudö Frøya.
Tidigare har orten tillhört dåvarande Nord-Frøya kommun.
Sedan 2002 räknas orten inte längre som en tätort.